# Rasskazy o Lenine
Rasskazy o Lenine (Рассказы о Ленине) è un film del 1957 diretto da Sergej Iosifovič Jutkevič.